# Днипрова Чайка
Днипрова Чайка (Днепровая Чайка, укр. Дніпрова Чайка, настоящие имя и фамилия Людмила Алексеевна Василевская, урождённая Березина, укр. Людмила Олексіївна Василевська-Березіна, 20 октября (1 ноября) 1861 года, село Карловка Херсонской губернии (теперь Зелёный Яр) — 13 марта 1927, село Германовка Киевского округа) — украинская писательница и поэтесса.

## Биография
Литературная деятельность Днипровой Чайки начинается в 1884 году. Большая и лучшая часть произведений её выходит в последней четверти XIX века. Они были напечатаны в украинских периодических изданиях Надднепрянской Украины и Галиции. Днипрова Чайка писала в жанрах рассказа, стихотворения в прозе и лирического стихотворения. Из произведений художественной прозы Днипровой Чайки нужно отметить следующие: «Чудний», «Хрестонос», «Знахарка», «У ночі», «Тень несозданных созданий» и другие, изображающие жизнь украинской интеллигенции и крестьянства.
Мироощущение и мировоззрение Днипровой Чайки можно определить как народнические. Этим определяется характер и стиль её творчества. Днипрова Чайка изображает крестьянство  целое, как единую массу, наделяя её чертами интеллигентской психологии. Крестьянский быт у Днипровой Чайки иногда представлен и в идиллических тонах. Крестьяне в её рассказах зачастую находятся в самых добрых и сердечных отношениях с помещиками — социальной дифференциации в крестьянской среде Днипрова Чайка не замечает. Однако её произведения всё же дают фотографически верную картину крестьянской нищеты.
В очерках из крестьянской жизни Днипрова Чайка следует приемам этнографической школы. Её стихотворения в прозе и чистая лирика показывают глубокое понимание природы. В ритме жизни природы Днипрова Чайка ищет «вечной гармонии», в созерцании красоты природы — отдыха и успокоения от противоречий общественной жизни и трагедии своей личной судьбы.
Отношение писательницы к природе носит явные следы индивидуализма и эстетизма. В поэзии Днипровой Чайки звучат национальные мотивы Украины. Со стороны художественной формы поэзия Днипровой Чайки в известной мере предвосхищает символизм.